# Puan
Puan es una localidad de Argentina ubicada en el interior de la Provincia de Buenos Aires, más exactamente en el suroeste de la misma, y cabecera del partido homónimo. En ella se realiza cada año la Fiesta Nacional de la Cebada Cervecera.

## Toponimia
El origen toponímico exacto de Puan es un tema muy controvertido que ha dado lugar a grandes polémicas. Lo cierto es que existen más de 20 versiones sobre su significado, y que no existe documentación fiable que permita decidir inequívocamente por alguna de ellas.
Algunas versiones corrientes son:
1. Los fantasmas: Podríamos considerarla como "la versión oficial", ya que una placa en el palacio municipal la da como verdadera. Vendría de las voces mapuche "Pu", que indica pluralidad, y "Am", que significa algo así como "alma de los muertos".
2. Dos bomberos: Varios eruditos puanenses se inclinaron por esta versión alegando que les fue remitida por los antiguos habitantes originarios. Vendría de las voces mapuche "epu", dos, y "anu", algo para sentarse. Estas voces se referirían a los dos cerros, que eran ideales para "bombear", o sea "vigilar". De allí que se interpretara como "Dos bomberos".
3. Pudo haber sido "Pualn", y era el apelativo de un cacique de la nación mapuche, de la región hacia 1820. Su traducción sería: enfadado[1]
4. Laguna de Epu Antu, o sea "de los dos soles"

De esta manera se puede proponer una traducción a partir de la lengua Günün a yajüch, del pueblo indígena Günün a küna (coloquialmente conocidos como Pampas Hets y Tehuelches septentrionales) que habitaron la zona de Puan y Pigüe.
Püan: "flamencos". la voz ha sido registrada con diferentes grafías: Pehann, P.hann  [Claraz, 1865-66] y Pa:n [Molina, 1967], que se grafica en el alfabeto unificado oficial de esta lengua: püjan, püan, paan "flamencos". La pérdida de consonantes intermedias que dan origen a reduplicaciones vocálicas, es común en la lengua de los Günün a küna, que se pueden ver en otros ejemplos: tsajal ᐳ traal "roedor tucutucu"; dajal ᐳ daal "fruto del chañar"; püja ᐳ püa "tortuga". Y como bien se sabe la avifauna de la laguna se compone de flamencos, entre otras especies comunes a la región.

## Historia
Se toma como fecha de fundación el 5 de junio de 1876, fecha en que el coronel Salvador Maldonado estableció el asiento de su comandancia en la actual plaza principal. 
En 1877, al finalizar la construcción de la guarnición, comenzaron a llegar los familiares de los militares allí apostados. 
En el mes de marzo de 1886, quedó instalada la primera escuela infantil para niñas. Fue su primera directora la señorita Amelia Amarante. Once niñas fueron las primeras alumnas. En abril, fue inaugurada la escuela de varones. Su primer director fue Marcos Quiroga y contaba con 30 alumnos.
En 1892 existía una capilla que fue bautizada el 25 de abril con el nombre de San Pedro de Puan. Era su capellán el padre Vicente Padula, quien a partir del 22 de mayo, fue nombrado cura párroco. 
El ingeniero Rodolfo Moreno realizó el plano de la traza del pueblo que fue aprobado el 29 de agosto de 1899.
El 26 de mayo de 1905, la capilla de San Pedro pasó a denominarse parroquia de la Inmaculada Concepción y esa es la imagen que se encuentra en la nave de la misma.
El 10 de junio de 1907 quedó inaugurada la Escuela Número 1 bajo la dirección de Ángela C. de Agüero. Los primeros alumnos fueron 9 varones y 7 niñas. 
El 30 de junio de 1907 un grupo liderado por Carlos A. Monti, Salustiano González y José M. Rosell, se reúnen en la casa del primero, sita en Larrea 624, y fundan el por entonces denominado Puán Football Club. Aparte de los nombrados, firman el acta: Ramón Alves, Teófilo Baglioni, Daniel Bengochea, León Franchimont, Florencio Garcés, Juan Garcés, Andrés Gorostiola, Pedro Monteis y Germán Suárez.
El 10 de septiembre de 1907, José Anderson, encabeza un grupo de entusiastas del tiro al blanco, fundan Tiro Federal y Club Atlético. Como José Anderson era a su vez protector y benefactor del Puan Fútbol Club, puso como condición que ambas instituciones se fusionaran en una sola. Por ese motivo se le agregó la expresión club atlético al nombre, dado que por estatutos, debía también auspiciar los juegos atléticos. Los miembros de la comisión directiva, fueron el doctor Manuel V. Cisternas, Enrique A. Ferraz, Luis A. Elicabe, José Anderson, Juan F. del Sel, Carlos Woodgate, José Pérez, Manuel Dono, Feliciano Labat, Lucio Vicuña, Norberto Rosas y Manuel C. Mir, quienes adquirieron de su peculio el terreno en donde se construiría el polígono. El 6 de septiembre de 1908 se produjo la fusión en estos términos: se mantenía el nombre de Tiro Federal y Club Atlético; los colores, blanco y negro, del Puan Fútbol Club; y los socios de este último no pagarían cuota de ingreso. Sin embargo, los tres líderes del Puan Fútbol Club, Carlos A. Monti, Salustiano González y José M. Rosell no se incorporaron. Los dos últimos manifestaron abiertamente su discrepancia con esta decisión. La fusión duraría sólo ocho meses. 
El 17 de enero de 1909 se inaugura el polígono de tiro del Tiro Federal y Club Atlético. Entre el 31 de enero y el 2 de febrero del mismo año se realiza el primer concurso cuya recaudación se destinó para socorrer a los damnificados de terremotos en Italia. El 14 de septiembre de 1910, el polígono fue donado al gobierno nacional. 
En 1931 se funda el «club Independiente» que actualmente se dedica a la práctica del hockey y el rugby, aunque originariamente fue creado como club de fútbol, habiéndose destacado durante años por poseer una pista de speedway y el motocross. El club también fue sede de los Torneos Nacionales de TEG al que asistieron aficionados de todo el país. El club también posee la primera cancha de bochas sintética construida en el distrito y en la zona.
El 20 de junio de 1952, se inauguró el Monumento al Dr.José María Juanena. Obra realizada por el escultor español José Herrero Sánchez.
La primera comisión de turismo fue designada el 16 de octubre de 1973, y fue la encargada de realizar la primera «Fiesta Nacional de la Cebada Cervecera» para los días 9 y 10 de febrero de 1974.
De acuerdo con el decreto 80/75, del 5 de enero de 1975, el gobierno de la Provincia de Buenos Aires, con la firma de Gobernador Calabró y del Ministro de Asuntos Agrarios Pedro Goin, «se instituye la Fiesta de la Cebada Cervecera, que se generará en el Partido de Puan durante la primera semana de febrero de cada año».
La VIII edición de la Fiesta de la Cebada Cervecera, fue celebrada como provincial, porque así estaba programada, pero ya tenía carácter «nacional». Es decir que comenzaba ser la “Primera Fiesta Nacional de la Cebada Cervecera” por resolución N.º 73, decreto 1614/85, fechado el 6 de febrero de 1985 y firmado por el Dr. Alfredo Concepción, Secretario de Comercio del Gobierno Nacional. El decreto decía en sus considerados que esta fiesta, dada sus anteriores realizaciones, se la convierta en un evento de atracción turística de mayor relevancia. En otro artículo encargaba a la Dirección de Turismo de la Provincia de Buenos Aires, la responsabilidad y control de los actos celebratorios y conjuntamente con la Comisión Permanente, tendrá a su cargo la programación, organización y ejecución de la actos celebratorios. Aunque en la actualidad la fiesta es realizada en la primera semana del mes de enero y acuden a esta numerosos artistas reconocidos para mostrar su talento. Cada año es elegida la reina de la fiesta y se celebran, en las tardes, jineteadas como rito de la cultura gaucha del pueblo.

## Población
Cuenta con 4,743 habitantes (Indec, 2010), lo que representa un leve incremento del 0,17% frente a los 4,735 habitantes (Indec, 2001) del censo anterior.
| Gráfica de evolución demográfica de Puan entre 1895 y 2010 |
|                                                            |
| Fuentes: INDEC                                             |

## Sitios de interés
- Monasterio Santa Clara de Asís ubicado en uno de los dos cerros adyacentes a la ciudad, el Centro Mariano de espiritualidad tiene una superficie de 75 hectáreas arboladas.

Al ingresar nos encontramos con el Vía crucis y Calvario. Cada estación está representada con un monumento, en el cual se representan las imágenes en el Santo Sepulcro donde descansan los restos de Jesús se ve representado en el Monte de los Olivos y que finaliza con una cruz fundamental de 17 metros.
- Templo Mirador Millennium construcción de 20 metros de altura, uno por cada siglo cristiano y 24 metros de diámetro, uno por cada hora del día. El mismo se erige “como signo visible de amor y gratitud de la comunidad de Puan a Jesucristo en los 2000 años de su nacimiento” y en correspondencia a lo manifestado por la Iglesia Católica, donde expresaron la voluntad de que se construyeran este tipo de obras magníficas en sitios elevados, en ocasión del Gran Jubileo de 2000.
- Laguna de Puan que baña las costas de la ciudad, posee una isla en la cual se encuentra una reserva ecológica.La laguna se encuentra a escasos metros de la plaza Adolfo Alsina, con una extensión de 700has aproximadamente (variable según las condiciones de lluvia del año), con una profundidad media de algo más de 5 metros, y una máxima de 11 metros frente al Predio de la Fiesta Nacional de la Cebada Cervecera. El paisaje se complementa con la isla enmarcada en su centro. Dicha isla es la última elevación de la cadena de montañas de las Sierras de la Ventania.

La isla, ubicada en la laguna es un atractivo más que presenta Puan. En su extensión de 60has podemos encontrar abundante flora y fauna autóctona y traída por el hombre. En particular se destacan los avestruces y cuices que se ven correr por el lugar.
Por su características rocosas se considera que pertenece al sistema de ventania, al igual que los cerros.  La abundancia de sitios de interés arqueológico la constituyen en principal fuente de información de la historia de la zona y del paso del hombre por la región.
En ella se encuentra en construcción una colonia de vacaciones y un hotel. También se puede ver la casa del cuidador, la cual fue ocupada mucho tiempo por un personaje de Puan, Don Octavio Lavigne. 
El Museo Histórico Ignacio Baldivares presenta un gran atractivo en todo lo referente a la historia de Puan y la zona, conservándose en el piezas de gran valor arqueológico e histórico, conservadas de muy buena manera por la gente de la comisión. Está abierto al público en general de forma libre y gratuita.
A pocas cuadras de la plaza se encuentra la biblioteca Bernardino Rivadavia con gran cantidad de ejemplares disponibles para la consulta de los interesados.
En la plaza principal Adolfo Alsina, se puede apreciar un busto de dicho personaje histórico, íntimamente relacionado con la llamada Conquista del Desierto argentino. Alrededor de dicha plaza se encuentran el correo, el palacio municipal, el Teatro Hispano-Argentino y el templo católico de la Inmaculada Concepción. 
La segunda plaza en importancia es la Plaza de la Patria, también llamada del Soldado Desconocido, que está a cinco cuadras de la anterior. En la misma se encuentran una cripta con restos de soldados encontrados en la zona, una fuente, un mangrullo similar a los utilizados en la época de la Conquista del Desierto y dos pilastras que imitan a las que tenía la comandancia. 
- Estación Puan

A pesar de ser cabecera de partido no posee acceso ferroviario para pasajeros, por sus vías transcurren sólo trenes de carga. Para pasajeros, se ubica a aprox. 36 km de la estación Pigüé, perteneciente a la red del Ferrocarril General Roca.
Certamen Provincial "Pre - Baradero" Con la presentación de artistas locales y de la región, postulantes al gran festival de la ciudad homónima. Se realiza cada año en el mes de noviembre, en el último fin de semana.

## Medios
- Diario de Puan (Todas las Voces Puan)

## Deportes
La ciudad de Puan es sede de los siguientes clubes deportivos Aero Club Puan (aviación, natación y tenis), Asociación Colombófila Alas Puanenses, Automoto Club (automovilismo, carreras hípicas y motocross), Club de Pesca Deportiva (pesca), Club Independiente (hockey sobre césped y rugby), Puan Foot Ball Club (fútbol, folclore) Reina actual Giuliana Monti, Puan Golf Club (golf) y Tiro Federal y Club Atlético'(bochas, tiro , patín y fútbol) Reina actual Lia Zabala

## Pesca
La pesca deportiva es un aspecto que hace conocido a Puan a nivel nacional. Principalmente se pueden obtener buenos ejemplares de pejerreyes, aunque en algunas lagunas se encuentran algunos bagres.
La laguna de Puan, pegada al pueblo es el principal lugar para la práctica de este deporte. La pesca puede darse embarcado, con sus elementos o contratando algún servicio existente, o desde la costa en lugares habilitados para tal fin. Solo se permite la pesca deportiva, extendiéndose la temporada desde el 2 de diciembre de cada año hasta el 31 de agosto del mismo año, con 50 piezas mayores a 25 cm por pescador y por día. La temporada de veda comienza el 1 de septiembre hasta el 1 de diciembre de cada año, con 20 piezas mayores a 25 cm por pescador y por día, permitiéndose la pesca solo sábados, domingos y feriados.
Otra laguna importante es la Segovia a 15 km del pueblo, sede del Club de Pesca Deportiva. Se caracteriza por la gran cantidad de juncos y buena pesca de pejerreyes, y bagres. Cuenta con instalaciones apropiadas para la pesca desde la orilla o desde embarcaciones que la entidad brinda, además de una frondosa arboleda con parrillas listas para hacer un asadito. 
En torno a Puan existe una gran cantidad de lagunas aptas para la pesca, muchas de propiedad privada, a las cuales se puede entrar con el pago del acceso por caña, o en algunos casos con el permiso del dueño.
La carnada necesaria es mojarrita viva, que se puede conseguir en el pueblo en varios lugares, así como también recomendaciones a tener en cuenta para que la jornada sea inolvidable. Los ejemplares grandes salen con filete de pejerrey grande, sin escamas y con poca carne. La carnada debe ser siempre generosa o en tamaño (1 grande) o en cantidad de mojarras clavadas en el anzuelo (2 o 3 si son chicas).
Prepare el equipo y vengase para Puan, seguro que después lo va recomendar.

## Sociales
Las instituciones de carácter social son las siguientes: Biblioteca  Popular de Puan Bernardino Rivadavia, Bomberos Voluntarios, Cámara de Comercio y Productores, Centro de Jubilados y Pensionados, Club de Leones, Club Social y Sociedad Española de Socorros Mutuos.

## Parroquias de la Iglesia católica en Puan
| Arquidiócesis | Bahía Blanca          |
| ------------- | --------------------- |
| Parroquia     | Inmaculada Concepción |